# Kis elemszámú véges csoportok listája
A matematika csoportelmélet nevű ágában fontos szerepet játszanak a véges csoportok: azok a csoportok, amelyeknek véges sok eleme van. Az alábbi lista a 16-nál kisebb elemszámú csoportokat sorolja föl, elemszám szerint csoportosítva.

## Jelölések
A csoportelméletben szokásos konvenciókat követve
- 1 jelöli a csoport egységelemét
- Tetszőleges pozitív egész n-re {\displaystyle Z_{n}} jelöli az n-edrendű ciklikus csoportot, azaz az n-edik komplex egységgyökök szorzáscsoportját.
- Tetszőleges {\displaystyle n>2} egész számra {\displaystyle D_{n}} jelöli az n-edfokú diédercsoportot, azaz a szabályos n-szög szimmetriacsoportját.
- Tetszőleges pozitív egész n-re {\displaystyle S_{n}} jelöli az n-edfokú szimmetrikus csoportot, azaz n elem összes permutációjának csoportját, és {\displaystyle A_{n}} jelöli az n-edfokú alternáló csoportot, azaz n elem páros permutációinak csoportját.
- {\displaystyle V} jelöli a Klein-csoportot; {\displaystyle Q_{8}} jelöli a kvaterniócsoportot.

## Alapvető tények
A kis véges csoportok enumerációja során újra meg újra felhasználható az alábbi néhány egyszerű gondolatmenet:

### Minden pozitív egész n-re van n elemű csoport
Tetszőleges n-re {\displaystyle Z_{n},} az n-edrendű ciklikus csoport, példa n elemű csoportra.

### Ha p prímszám, akkor csak egy p elemű csoport van
Ha ugyanis {\displaystyle G} p elemű csoport és {\displaystyle g\in G} és {\displaystyle g\neq 1}, akkor g rendje nem 1 de osztja p-t, ezért g rendje p. Így {\displaystyle G=\{g,g^{2},g^{3},\dots ,g^{p}=1\}}, azaz {\displaystyle G=Z_{p}}.

## Kis elemszámú véges csoportok

### Egyelemű csoport
Egyelemű csoport csak egy van, a triviális csoport.

### Kételemű csoport
Mivel a 2 prímszám, az egyetlen kételemű csoport a {\displaystyle Z_{2}}.

### Háromelemű csoport
Mivel a 3 prímszám, az egyetlen háromelemű csoport a {\displaystyle Z_{3}}.

### Négyelemű csoport
Négyelemű csoportból kettő létezik: {\displaystyle Z_{4}} és a V Klein-csoport. Ezek nyilván különböznek, hiszen az elsőben van negyedrendű elem, a másodikban pedig nincs. Több négyelemű csoport nincs, hiszen ha {\displaystyle G} négyelemű, akkor vagy van negyedrendű eleme, vagy nincs. Ha van, akkor az az elem generálja a csoportot, tehát a {\displaystyle G=Z_{4}}. Ha nincs, akkor {\displaystyle G} mindhárom 1-től különböző eleme másodrendű, és így ezek közül bármelyik kettő szorzata a harmadik. Emiatt {\displaystyle G} izomorf a Klein-csoporttal.

### Ötelemű csoport
Mivel az 5 prímszám, az egyetlen ötelemű csoport a {\displaystyle Z_{5}}.

### Hatelemű csoport
A hatelemű csoportok közt kézenfekvő módon szerepel a {\displaystyle Z_{6}} ciklikus csoport és az {\displaystyle S_{3}} szimmetrikus csoport. Ezek különbözőek, hiszen az első kommutatív, a második pedig nem. Több hatelemű csoport nincsen.

### Hételemű csoport
Mivel a 7 prímszám, az egyetlen hételemű csoport a {\displaystyle Z_{7}}.

### Nyolcelemű csoport
A nyolcelemű csoportok között kézenfekvő módon szerepelnek a {\displaystyle Z_{8},D_{4},Q_{8}} csoportok. Ezek egymástól különböznek: míg {\displaystyle Z_{8}} kommutatív, a másik kettő nem az; azt pedig, hogy a diédercsoport különbözik a kvaterniócsoporttól, onnan láthatjuk például, hogy a kvaterniócsoportban csak egy másodrendű elem van (a -1), míg a diédercsoportban van több is (minden tükrözés).

### Tizenegy elemű csoport
Mivel a 11 prímszám, az egyetlen tizenegy elemű csoport a {\displaystyle Z_{11}}.

### Tizenhárom elemű csoport
Mivel a 13 prímszám, az egyetlen tizenhárom elemű csoport a {\displaystyle Z_{13}}.